# 云桂叶下珠
云桂叶下珠（学名：Phyllanthus pulcher）为大戟科叶下珠属下的一个种。